# Dover (Ohio)
Dover és una població dels Estats Units a l'estat d'Ohio. Segons el cens del 2000 tenia 12.210 habitants.

## Demografia
Segons el cens del 2000, Dover tenia 12.210 habitants, 4.996 habitatges, i 3.362 famílies. La densitat de població era de 896,3 habitants per km².
Dels 4.996 habitatges en un 30,2% hi vivien nens de menys de 18 anys, en un 54,4% hi vivien parelles casades, en un 10% dones solteres, i en un 32,7% no eren unitats familiars. En el 28,8% dels habitatges hi vivien persones soles el 14,9% de les quals corresponia a persones de 65 anys o més que vivien soles. El nombre mitjà de persones vivint en cada habitatge era de 2,39 i el nombre mitjà de persones que vivien en cada família era de 2,94.
Per edats la població es repartia de la següent manera: un 24,1% tenia menys de 18 anys, un 6,7% entre 18 i 24, un 26,8% entre 25 i 44, un 22,5% de 45 a 60 i un 19,9% 65 anys o més.
L'edat mediana era de 40 anys. Per cada 100 dones de 18 o més anys hi havia 83,1 homes.
La renda mediana per habitatge era de 36.665 $ i la renda mediana per família de 44.604 $. Els homes tenien una renda mediana de 34.579 $ mentre que les dones 22.397 $. La renda per capita de la població era de 18.928 $. Aproximadament el 7,5% de les famílies i el 9,2% de la població estaven per davall del llindar de pobresa.

## Poblacions més properes
El següent diagrama mostra les poblacions més properes.